# Abbaye de Quedlinbourg
L'abbaye de Quedlinbourg est une ancienne abbaye impériale de chanoinesses, située à Quedlinbourg, dans l'actuel land de Saxe-Anhalt, en Allemagne. Elle fut peut-être fondée (mais sans certitude) en 936 par Otton le Grand à la demande de sa mère, la reine Mathilde de Ringelheim (plus tard canonisée sous le nom de sainte Mathilde), afin d'honorer la mémoire de son père, Henri l'Oiseleur. La collégiale, consacrée à saint Servais en 1129, le château et la vieille ville de Quedlinbourg appartiennent depuis 1994 au patrimoine mondial de l'UNESCO.

## Histoire
Richement dotée par les Ottoniens, le chapitre de dames de la haute noblesse (Frauenstift) reçut le statut particulier d'immédiateté impériale, c'est-à-dire qu'il était souverain sur son territoire dépendant directement de l'empereur et que son abbesse siégeait à la diète d'Empire. Le couvent comptait parmi les monastères les plus célèbres, avec les abbayes d'Essen et Cologne en Rhénanie, ainsi que Gandersheim, Gernorde et Herford en Saxe. La reine Mathilde elle-même fut éduquée à Herford.

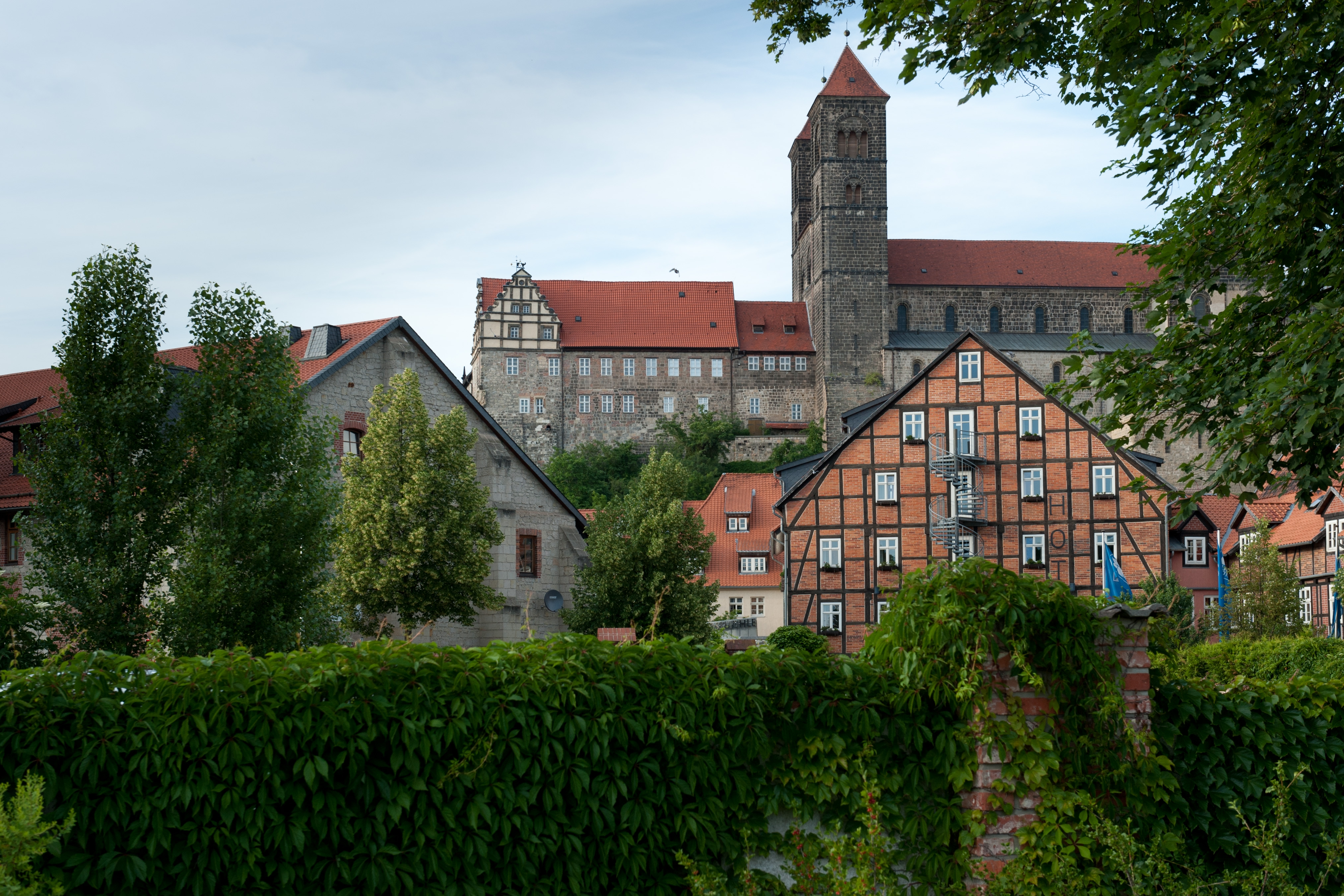
Vue en direction du nord. Devant : le moulin du château (Schlossmühle Quedlinburg).

L'abbesse avait la dignité de prince d'Empire. Plusieurs de ces abbesses appartenaient à la famille impériale, dont Mathilde de Quedlinbourg, sœur d'Otton II. Elle possédait une bible enluminée du Ve siècle, dont il ne subsiste que les six folios constituant l’Itala de Quedlinbourg (Stiftung Preußischer Kulturbesitz, Bibliothèque d'État de Berlin, Cod. theol. lat. fol. 485)
Après de laborieuses discussions entre l'abbaye et la cité de Quedlinbourg, en 1479, le chapitre a décidé que l'électeur Ernest de Saxe tenait souvent le rôle de Vogt (bailli) exerçant une protection militaire. En 1539 la réforme protestante est introduite et l'abbaye transformée en congrégation mondiale de dames. Les princes-électeurs saxons cédèrent les droits de baillis aux Brandebourg-Prusse en 1697 et le territoire abbatial était occupé par les troupes de l'électeur Frédéric III de Brandebourg au cours de l'année suivante.
L'abbaye sécularisée en 1801 fut médiatisée en 1803 au profit du royaume de Prusse. Son territoire réuni au royaume de Westphalie en 1807 est rendu à la Prusse en 1815.

## Liste des abbesses

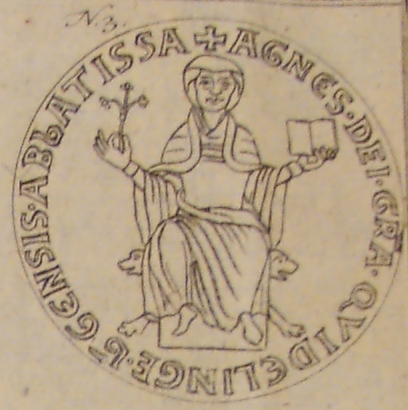
Sceau de la 11e abbesse de Quedlinbourg, Agnès II de Misnie.

La reine Mathilde a dirigé l'abbaye à partir de 936, bien qu'elle n'ait jamais été abbesse. C'est sa petite-fille Mathilde qui en devint la première abbesse en 966, à l'âge de 11 ans. En 1540, sous le règne d'Anne II de Stolberg, Quedlinbourg devint protestante. La dernière abbesse Sophie-Albertine de Suède a pris sa retraite en 1803.
1. 966-999 : Mathilde, fille de l'empereur Othon Ier et d'Adélaïde de Bourgogne
2. 999-1043 : Adélaïde, fille de l'empereur Othon II et de Théophano Skleraina
3. 1046-1062 : Béatrice Ire de Franconie, fille de l'empereur Henri III et de Gunhild de Danemark
4. 1063-1096 : Adelaïde II de Franconie, fille de l'empereur Henri III et d'Agnès de Poitiers
5. 1096-1110 : Eilica de Reinhausen (?)
6. 1110-1125 : Agnès Ire, fille du duc Ladislas Ier de Pologne et de Judith de Franconie, nièce de Béatrice Ire et d'Adelaïde II
7. 1134-1137 : Gerberge de Cappenberg
8. 1138-1160 : Béatrice II, fille du comte Hermann Ier de Winzenbourg, soeur de Sophie, elle-même épouse d'Albert l’Ours
9. 1138-1160 : Meregart (?)
10. 1161-1184 : Adelaïde III, fille du comte Frédéric II von Sommerschenburg comte palatin de Saxe
11. 1184-1203 : Agnès II de Wettin, fille du margrave Conrad Ier de Misnie, aussi connue pour son travail de copiste et d'enlumineur ainsi que pour son encouragement à la création d'œuvres d'art.
12. 1203-1224 : Sophie de Wettin, sa nièce, fille du comte Frédéric Ier de Brehna
13. 1224-1230 : Bertrade Ire de Krosigk
14. 1230-1231 : Kuningunde de Kranichfeld
15. 1231-1232 : Osterlinde de Falkenstein
16. 1233-1270 : Gertrude d'Ampfurt
17. 1270-1308 : Bertrade II (?)
18. 1308-1347 : Jutta de Kranichfeld
19. 1347-1353 : Ludgarde de Stolberg
20. 1354-1362 : Agnès III de Schraplau
21. 1362-1375 : Elisabeth Ire de Hakeborn (?)
22. 1377-1379 : Marguerite de Schraplau, soeur d'Agnès III
23. 1380-1405 : Irmgarde II de Kirchberg
24. 1405-1435 : Adelaïde IV d'Isembourg
25. 1435-1458 : Anne Ire Reuss de Plauen
26. 1458-1511 : Hedwige, fille de l'électeur Frédéric II de Saxe.
27. 1511-1514 : Magdeleine, fille du prince Albert VI d'Anhalt-Köthen
28. 1515-1574 : Anne II de Stolberg, fille du comte Bodon VIII de Stolberg-Wernigerode, dernière abbesse catholique et 1re abbesse luthérienne
29. 1574-1584 : Élisabeth II de Regenstein
30. 1584-1601 : Anne III de Stolberg
31. 1601-1610 : Marie de Saxe-Weimar, fille de Jean-Guillaume de Saxe-Weimar.
32. 1610-1617 : Dorothée de Saxe, fille de Christian Ier de Saxe
33. 1618-1645 : Dorothée-Sophie de Saxe-Weimar, fille de Frédéric-Guillaume Ier de Saxe-Weimar
34. 1645-1680 : Anne-Sophie de Birkenfeld, fille de Georges Guillaume de Birkenfeld
35. 1681-1683 : Anne-Sophie II de Hesse-Darmstadt, fille de Georges II de Hesse-Darmstadt
36. 1683-1704 : Anne-Dorothée de Saxe-Weimar, fille de Jean-Ernest II de Saxe-Weimar
37. 1704-1718 : Marie-Aurore de Kœnigsmark ; 1704-1710 : Madeleine-Sibylle de Wettin, fille du duc Jean-Adolphe Ier de Saxe-Weissenfels, administratrice ;
38. 1710-1755 : Marie Élisabeth de Holstein-Gottorp, fille de Christian-Albert de Holstein-Gottorp
39. 1755-1787 : Anne Amélie de Prusse
40. 1787-1803 : Sophie-Albertine de Suède, coadjutrice en 1767.